# Фанкли (город, Миннесота)
Фанкли (англ. Funkley) — город в округе Белтрами, штат Миннесота, США. На площади 1 км² (1 км² — суша, водоёмов нет), согласно переписи 2002 года, проживают 15 человек. Плотность населения составляет 15 чел./км².
- Телефонный код города — 218
- Почтовый индекс — 56630
- FIPS-код города — 27-22976[1]
- GNIS-идентификатор — 0656344[2]